# Station Loos-lez-Lille
Station Loos-lez-Lille is een spoorwegstation in de Franse gemeente Loos.